# Departamento Confluencia
Das Departamento Confluencia liegt im Osten der Provinz Neuquén im Süden Argentiniens und ist eine von 16 Verwaltungseinheiten der Provinz. 
Es grenzt im Norden an das Departamento Añelo, im Osten und Südosten an die Provinz Río Negro, im Südwesten an das Departamento Picún Leufú und im Westen an das Departamento Zapala. 
Die Hauptstadt des Departamento Confluencia ist die Provinzhauptstadt Neuquén.

## Bevölkerung

### Übersicht
Das Ergebnis der Volkszählung 2022 ist noch nicht bekannt. Bei der Volkszählung 2010 war das Geschlechterverhältnis mit 177.618 männlichen und 185.055 weiblichen Einwohnern recht ausgeglichen mit einem knappen Frauenüberhang.
Nach Altersgruppen verteilte sich die Einwohnerschaft auf 93.157 Personen (25,7 %) im Alter von 0 bis 14 Jahren, 244.372 Personen (67,4 %) im Alter von 15 bis 64 Jahren und 25.144 Personen (6,9 %) von 65 Jahren und mehr.

### Bevölkerungsentwicklung
Das Gebiet ist in den Stadtregionen von Centenario, Cutral Có, Neuquén, Plaza Huincul und Plottier dicht besiedelt. Ansonsten ist die Gegend nur sehr dünn besiedelt. Die Bevölkerungszahl hat stetig stark zugenommen. Die Schätzungen des INDEC gehen von einer Bevölkerungszahl von 435.156 Einwohnern per 1. Juli 2022 aus.
| Jahr | 1947   | 1960   | 1970   | 1980    | 1991    | 2001    | 2010    | 2022    |
| Einwohner                                                                                                | 25.558 | 50.849 | 89.713 | 156.135 | 265.123 | 314.793 | 362.673 | k. Ang. |
| Bevölkerungsentwicklung des Departements seit 1947; Quelle: Ergebnisse der Volkszählungen in Argentinien |        |        |        |         |         |         |         |         |

## Städte und Gemeinden
Das Departamento Confluencia gliedert sich in sechs Gemeinden erster Kategorie (Centenario, Cutral-Có, Neuquén, Plaza Huincul, Plottier, Senillosa), eine Gemeinde zweiter Kategorie (Vista Alegre), eine Gemeinde dritter Kategorie (Villa El Chocón) und die Comisión de Fomento Sauzal Bonito. Weitere Siedlungen sind Arroyito, Barrio 11 de Octubre, Barrio Ruca Luhe, Challaco, El Chocón (Barrio Llequén) und Planicie Banderita.